# Ekliptika

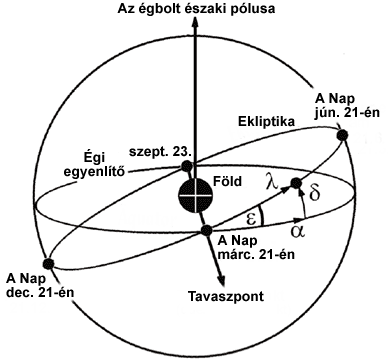
A Nap látszólagos éves útja az égbolton

Az ekliptika a Nap egy év alatt megtett látszólagos útja az égbolton, illetve a Föld keringési síkja a Naprendszerben.
A Naprendszer bolygóinak többsége néhány fok eltéréssel szintén ebben a síkban kering a Nap körül, ezért a bolygók a Földről nézve mindig az ekliptika közelében látszanak. Kivétel a Merkúr, aminek a pályája 7°-kal tér el az ekliptika síkjától, de néhány kisbolygó még nagyobb eltéréssel rendelkezik.
A Nap a Földről nézve egy év alatt tesz meg egy teljes kört az ekliptika mentén úgy, hogy közben elmozdulni látszik a háttércsillagokhoz képest. Ezek a csillagok alkotják a 12 állatövi csillagképet, amelyekben a Nap egy-egy hónapig "tartózkodik". Ugyanígy az egyes bolygók is más csillagképek irányában látszanak.
A Föld egyenlítője nem esik egybe az ekliptika síkjával, hanem 23,45°-os szöget zár be vele. Ez okozza az évszakok változását, mivel a Föld éves útja során eltérő mennyiségű napfény éri az egyes területeket. A mellékelt képen a delelési szög éves változását látjuk az északi  sarkról nézve, ahol is az égi egyenlítő  egybeesik a horizonttal.
A legnagyobb tengelyferdesége, 97,77° az Uránusznak van. Forgástengelye szinte a keringési síkjában van, ezért a Naphoz viszonyítva szinte minden létező helyzetet felvehet. Ugyanakkor több, 0° körüli tengelyferdeségű égitest ismert.